# Кибартай
 Киба́ртай  (лит. Kybartai) — город в Вилкавишкском районе Мариямпольского уезда Литвы. Расположен в 16 км западнее города Вилкавишкис, на границе с Калининградской областью Российской Федерации. Город расположен на правом берегу реки Лепоны (лит. Liepona, рус. Липовка), по которой проходит граница с Россией. Железнодорожная станция на линии Каунас — Калининград. В городе находятся пешеходный, автомобильный и железнодорожный погранпереходы Литва — Россия.

## История

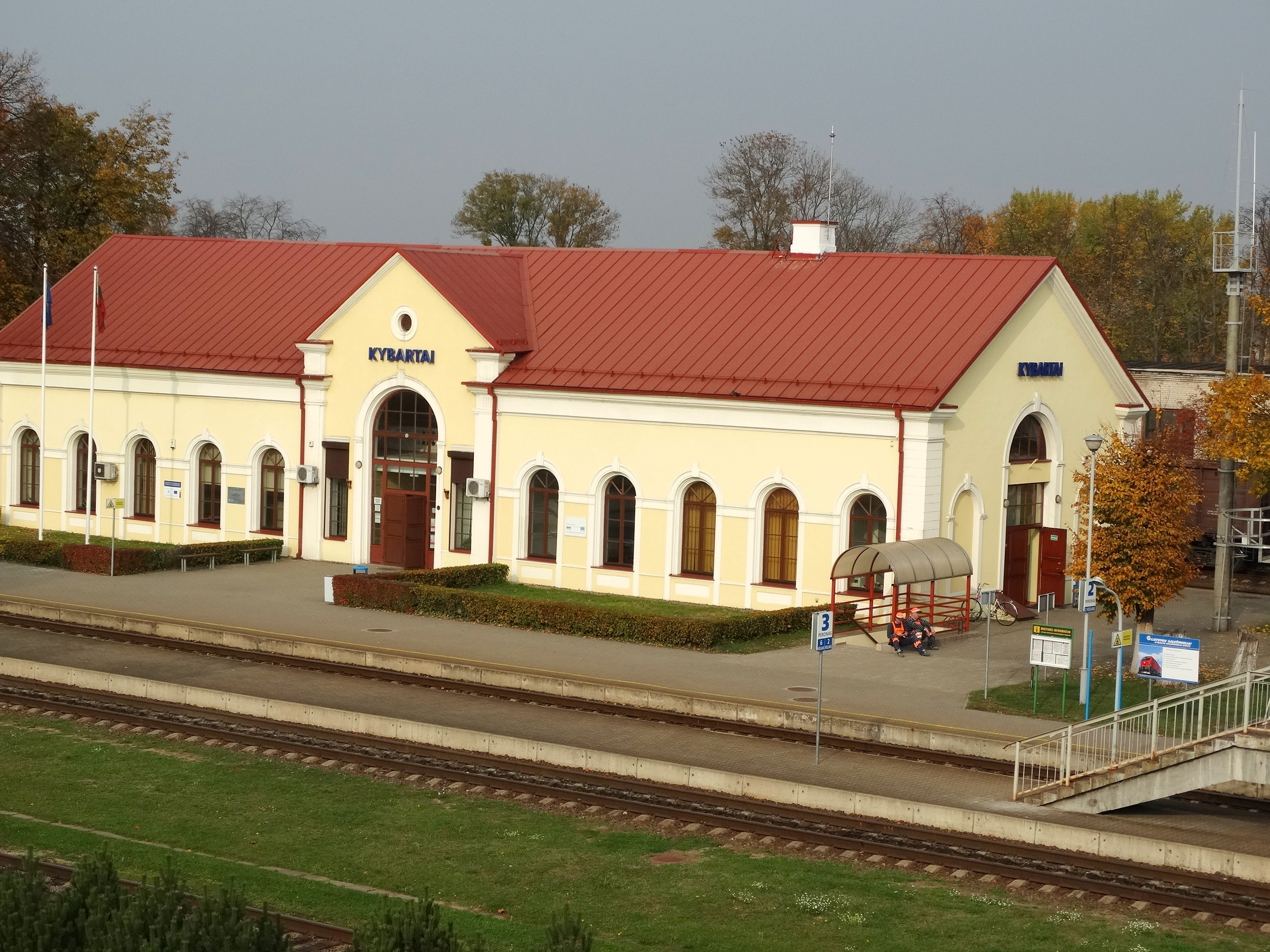
Станция Кибартай

Первое упоминание относится к 1561 году. При третьем разделе Речи Посполитой в 1795 году отошёл Пруссии и находился в её составе до 1807 года. С 1807 года входил в состав Варшавского герцогства.
По итогам Венского конгресса, проходившего после окончания войны с Наполеоновской Францией, Варшавское герцогство было упразднено, и в 1815 году посад Кибарты стал частью Царства Польского в составе Российской империи. В 1856 году посад, расположенный вблизи таможенного пункта Вержболово, получил статус города. Значительный рост города произошёл после 1861 года, когда была построена ветка Петербурго-Варшавской железной дороги к прусской границе. Железнодорожная станция, построенная около Кибартая, была названа Вержболово по названию соседнего города Вержболово (станция Вержболово). В 1912 году была открыта школа для мальчиков.
В 1919 году при образовании Литовской Республики вошёл в её состав и был переименован в Кибартай с подтверждением статуса города. В межвоенные годы в Кибартай действовали литовские, немецкие и еврейские школы. Кибартай был последним городом Литвы, где находился президент Антанас Смятона 15 июня 1940 года перед эмиграцией.
С 1940 года в составе Литовской ССР (СССР). Во время Второй мировой войны был оставлен Красной Армией 22 июня 1941 года. Освобожден 18 октября 1944 года войсками 3-го Белорусского фронта в ходе Гумбиннен-Гольдапской наступательной операции. В 1945 году была открыта средняя школа (ныне гимназия имени Кристионаса Донелайтиса). В 1950—1959 годах был центром Кибартского района.
С 1991 года входит в состав Литвы. Герб Кибартая утвержден 24 ноября 1998 года указом президента Литовской Республики по проекту художника Кястутиса Гвалды (Kęstutis Gvalda). В апреле 2001 года было образовано Кибартайское староство, которое включает 39 деревень и город Кибартай.
Один из первых футбольных клубов Литвы — «Здоровье» («Sveikata») был основан в Кибартае в 1919 году.

## Население
| жителей | 2 364 | 6 300 | 6 731 | 7 337 | 6 200 | 6 435 | 6 676 | 7 064 | 6 556 | 6 173 |

| Год  | Численность | Численность |
| ---- | ----------- | ----------- |
| 2001 | 6560        | [ 1 ]       |
| 2002 | 6524        | [ 1 ]       |
| 2003 | 6484        | [ 1 ]       |
| 2004 | 6415        | [ 1 ]       |
| 2005 | 6343        | [ 1 ]       |
| 2006 | 6306        | [ 1 ]       |
| 2007 | 6217        | [ 1 ]       |
| 2008 | 6138        | [ 1 ]       |
| 2009 | 6115        | [ 1 ]       |
| 2010 | 6047        | [ 1 ]       |
| 2011 | 5672        | [ 1 ]       |
| 2012 | 5490        | [ 1 ]       |
| 2013 | 5333        | [ 1 ]       |
| 2014 | 5223        | [ 1 ]       |
| 2015 | 5102        | [ 1 ]       |
| 2016 | 4996        | [ 1 ]       |
| 2017 | 4817        | [ 2 ]       |
| 2018 | 4649        | [ 3 ]       |
| 2019 | 4549        | [ 1 ]       |
| 2020 | 4461        | [ 1 ]       |
| 2021 | 4126        | [ 1 ]       |
| 2022 | 4083        | [ 1 ]       |
| 2023 | 4015        | [ 1 ]       |

## Достопримечательности
- Церковь Святого Александра Невского (ул. Басанавичяус, 19). Построена в 1870 году.
- Костёл 1928 года постройки.
- Гимназия имени Донелайтиса
- В городском парке установлен бюст Левитану работы скульптора Бронюса Вишняускаса.

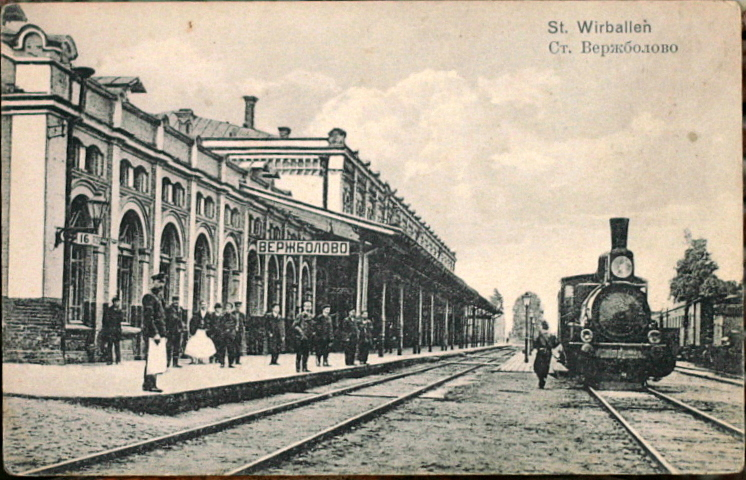
Станция Вержболово рядом с Кибартаем (1900 год)
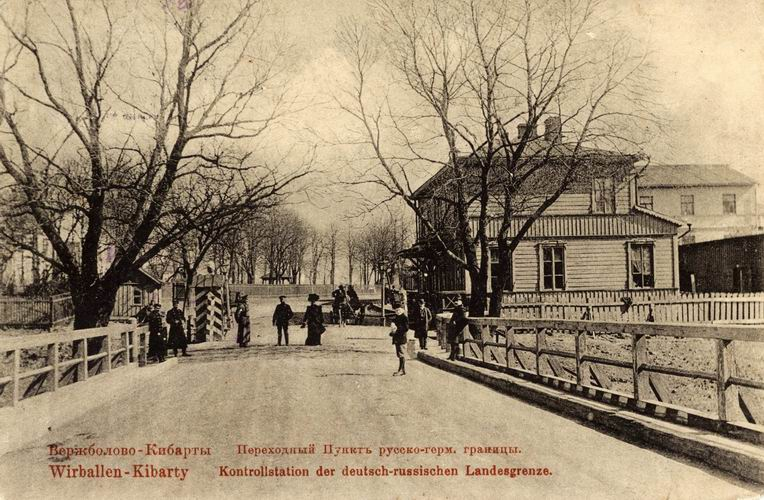
Переходный пункт российско-германской границы
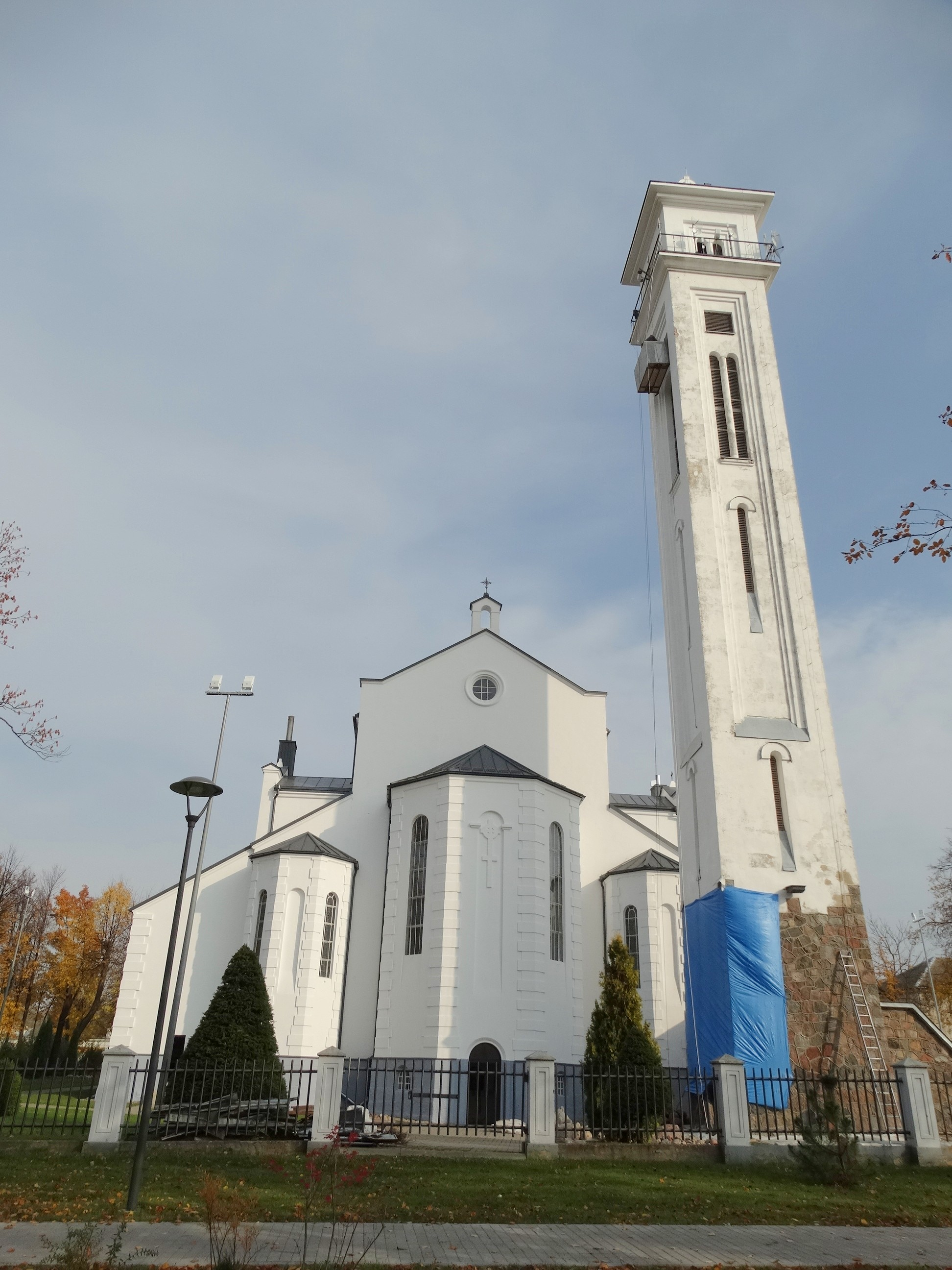
Костёл
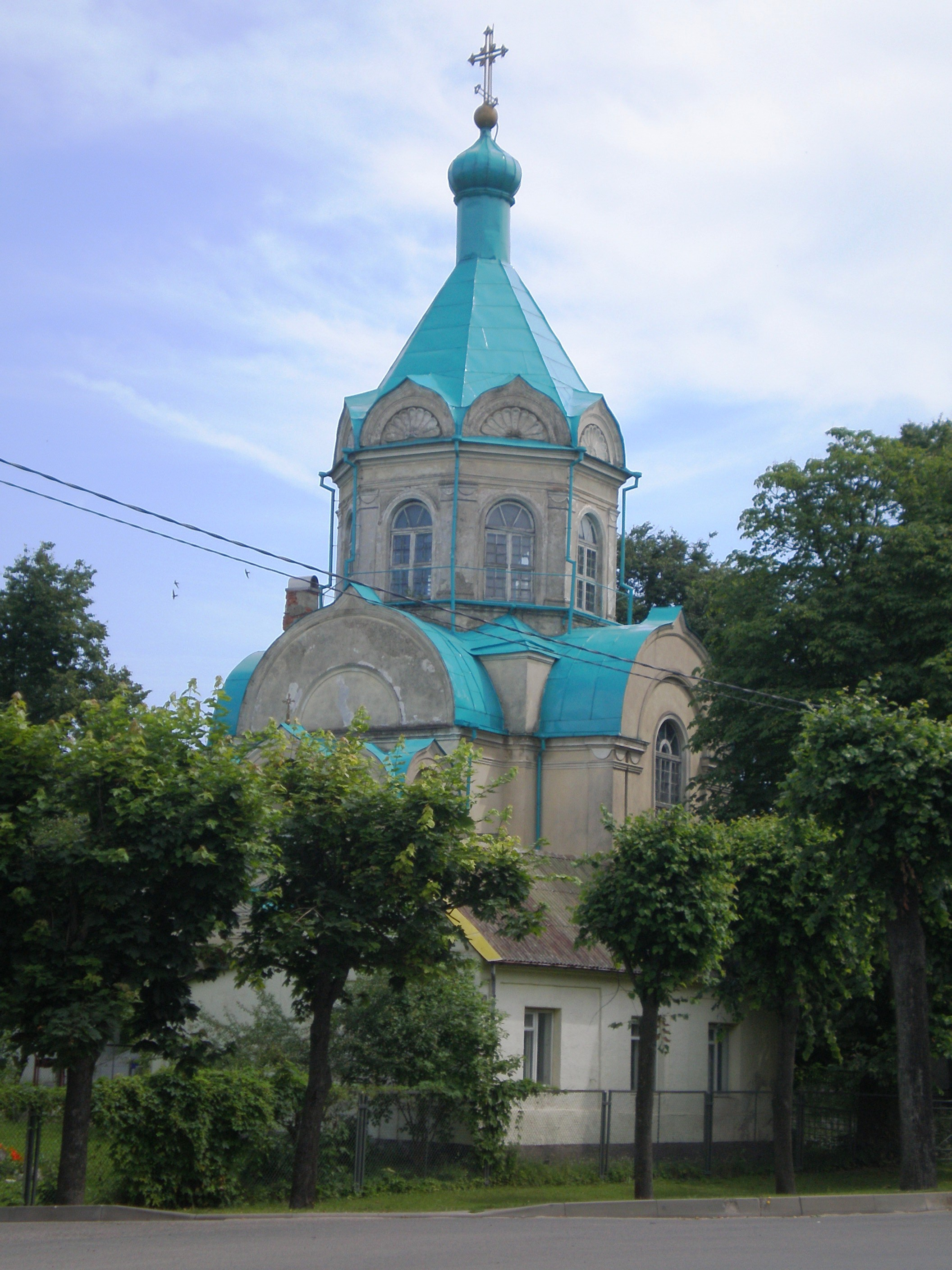
Церковь Святого Александра Невского
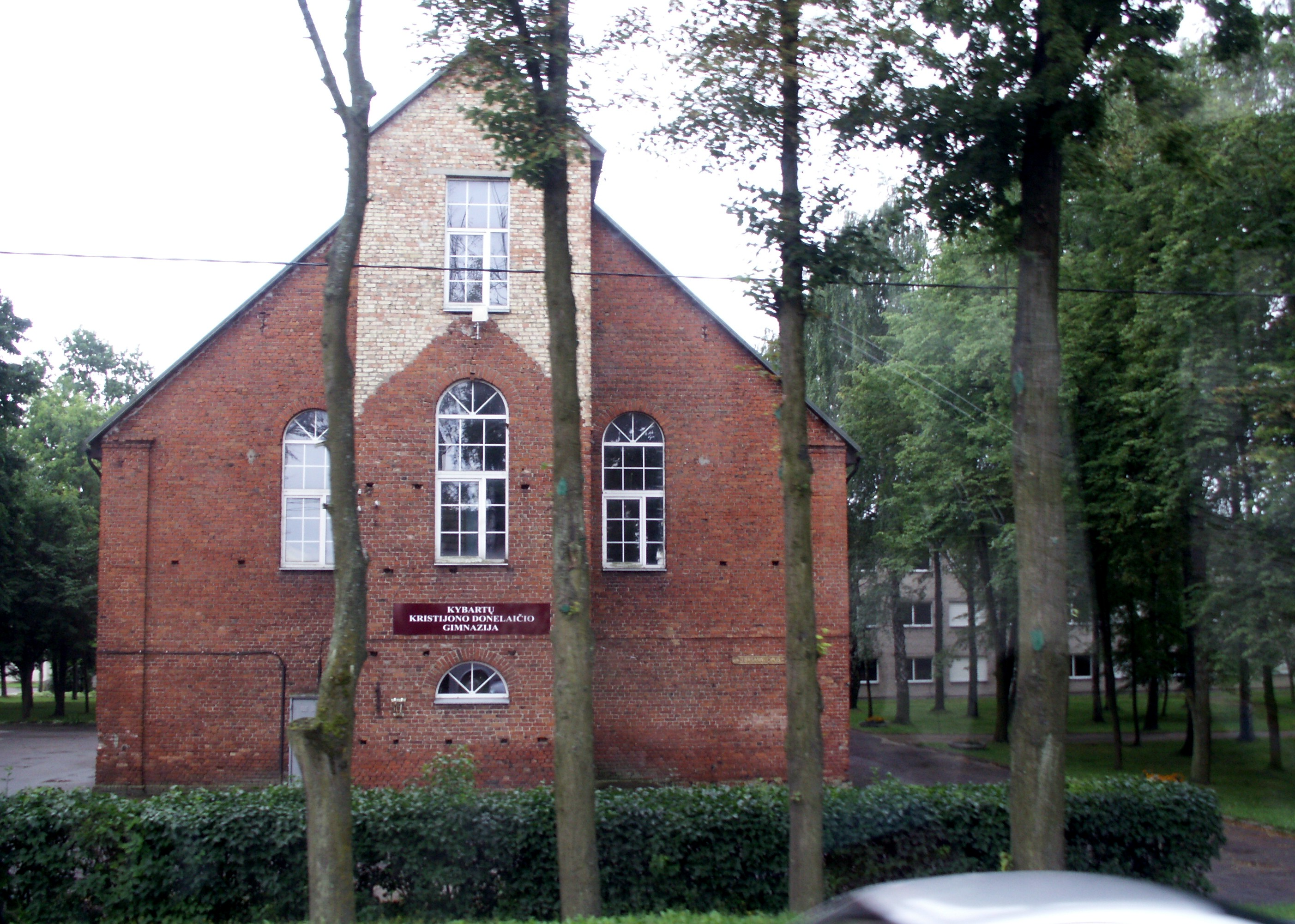
Гимназия имени Кристионаса Донелайтиса

## Уроженцы
- Исаак Ильич Левитан (1860—1900) — русский живописец.
- Эмиль Шимон Млынарский — польский дирижёр, скрипач, композитор и музыкальный педагог.